# Dicranomyia consimilis
Dicranomyia consimilis là một loài ruồi trong họ Limoniidae. Chúng phân bố ở miền Cổ bắc.